# Verein für Anhaltische Landeskunde
Der Verein für Anhaltische Landesgeschichte wurde am 28. April 1990 mit Sitz in Köthen gegründet und versteht sich als Nachfolger des Vereins für Anhaltische Geschichte und Altertumskunde (gegründet 1875) und des Vereins für Anhaltische Landeskunde (gegründet 1890). Ziel des Vereins ist es, die Forschungen über das historische Territorium Anhalt zu fördern.
Territoriale Untergliederungen sind Ortsgruppen und Kreisverbände Anhaltischer Harz und Bernburg, Köthen und Dessau. Der Verein ist Mitglied des Gesamtvereins der Deutschen Geschichts- und Altertumsvereine. Als wissenschaftliches Publikationsorgan gibt der Verein die Mitteilungen des Vereins für Anhaltische Landeskunde heraus.